# 熊本市水前寺競技場
熊本市水前寺競技場（くまもとしすいぜんじきょうぎじょう）は熊本県熊本市中央区にある水前寺運動公園近隣にある陸上競技場。球技場としても使用される。施設は熊本市が所有し、熊本市文化スポーツ財団が指定管理者として運営管理を行っている。

## 施設の概要
- 日本陸上競技連盟第2種（過去に老朽化のため非公認の時期もあった。後述）
- 収容人員 15,000人[1]
- 照明設備 5基（メインスタンドは屋根と一体型、バックスタンドは鉄塔式4基）
- 電光掲示板
- トラック400m×8レーン、天然芝ピッチ
- メインスタンド建造物は、隣接の熊本競輪場と構造を共有している。

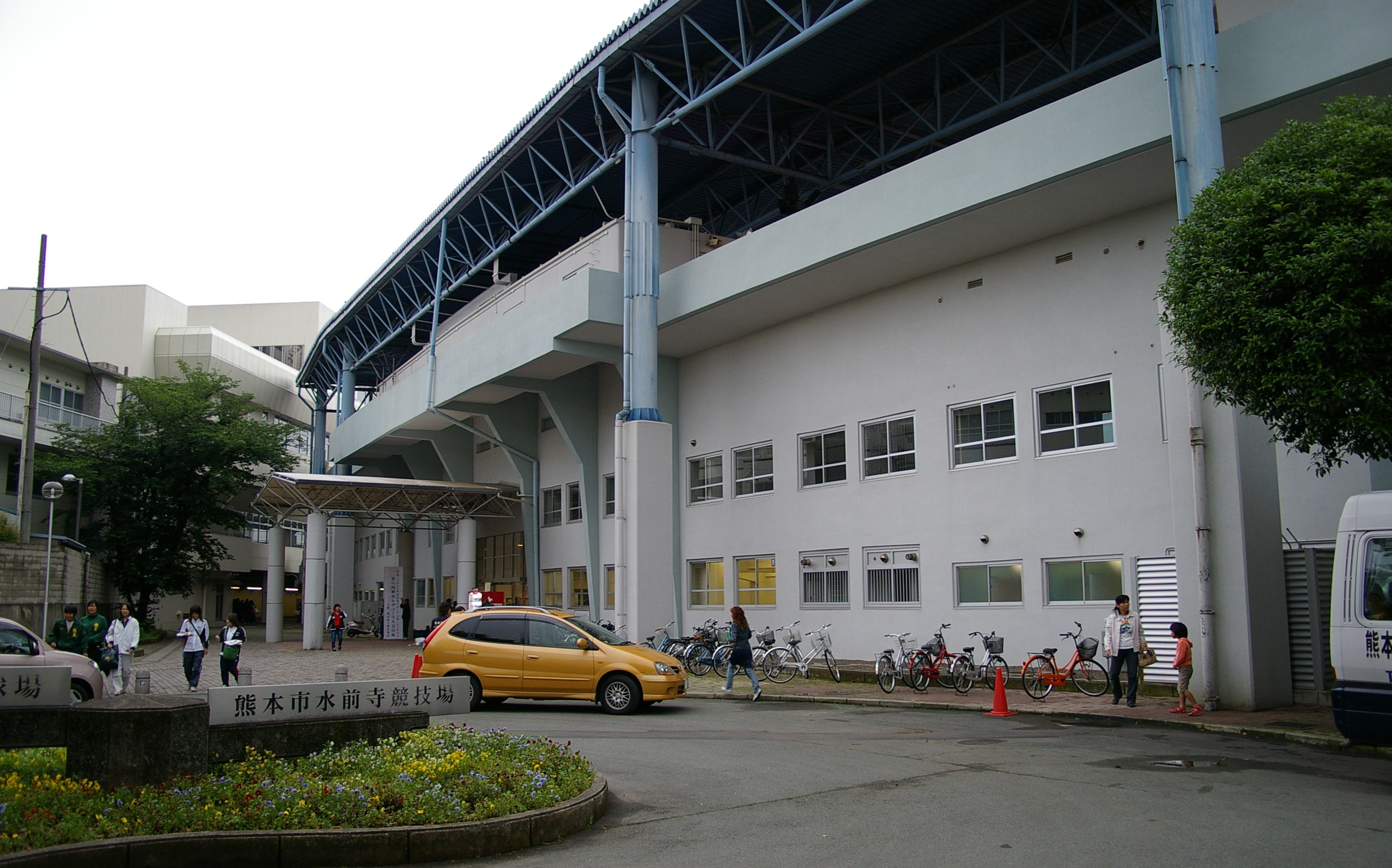
メインスタンド外観

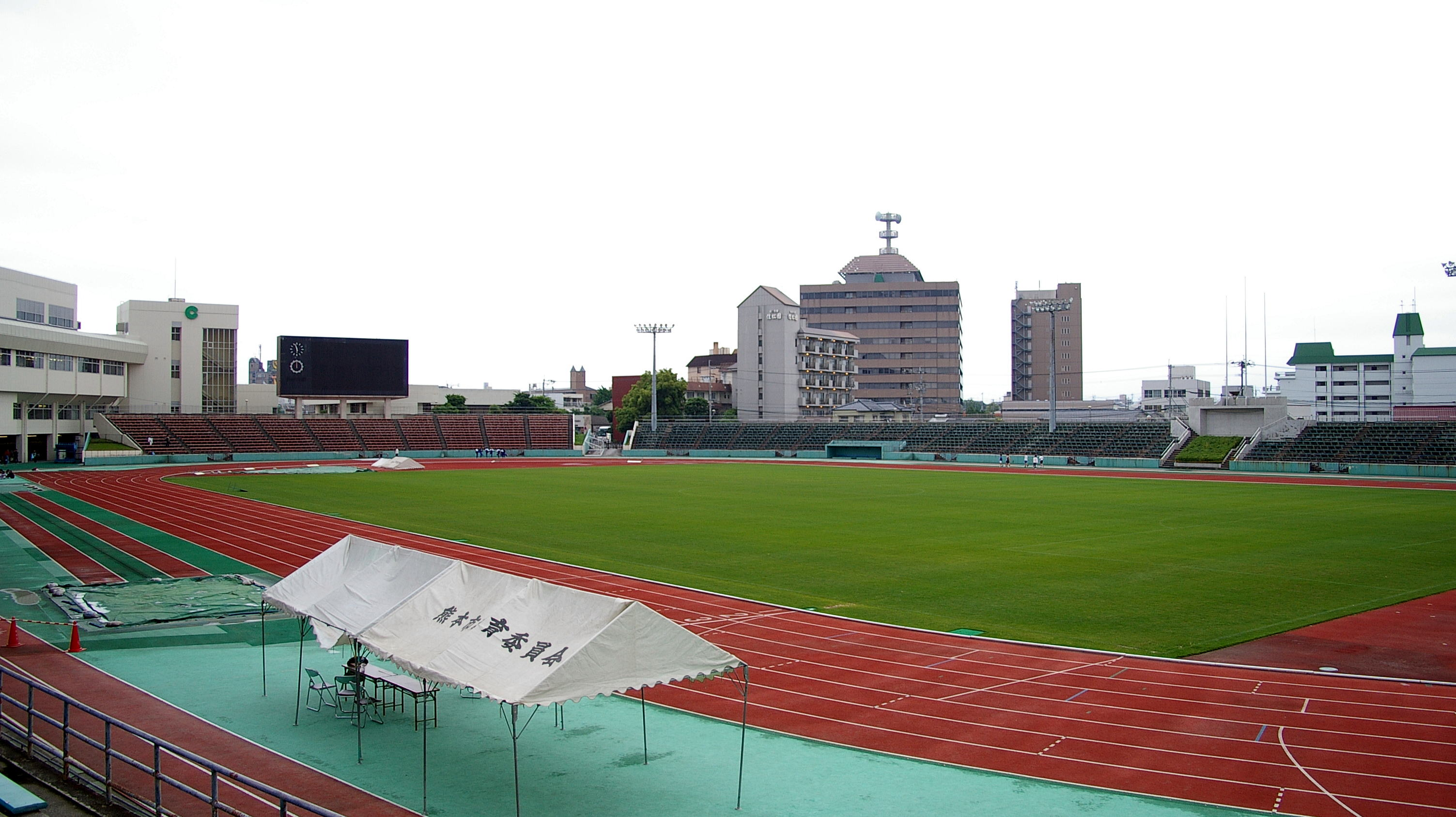
バックスタンドを望む

### 改修工事
水前寺競技場は、熊本県民総合運動公園陸上競技場（KKWING、現：えがお健康スタジアム）が完成する以前は日本陸連公認1種競技場で、完成後も公認2種競技場の資格を得ていたが、2013年の公認検定の更新に際し、トラックの改修工事が間に合わないという理由で、日本陸連に対して検定延期を1年間遅らせるように申請を行い、同5月から公認競技場の資格が一時返上となった。
熊本市は、当初トラックの一部分などを張り替えるための一般会計当初予算案に3845万円を盛り込むことを予定していたが、「一部のレーンの改修だけでは検定の合格は難しい」との判断を受け、トラックの改修が検定の行われる2013年5月に間に合わないことが分かり、検定の延期を検討。急きょ補正予算にトラックの全面改修のため8500万円を計上することになり、2013年12月-2014年3月ごろまでスタジアムを閉鎖して改修、検定を受け第2種陸上競技場として再スタートを切った。。
トラックに関しては2014年に上記の改修が行われたが、バックスタンドの転落防止用手すりが観客の重みで曲がるなど、スタンドの老朽化が進んでいたこと、2001年に実施した耐震診断で「耐震性は劣るが、耐震補強が可能」と指摘されたことを踏まえ、2015年12月10日より約1年間、総工費約4億8000万円の予定でスタンドの全面改修を行うことになった。
改修内容としてはメインスタンドの耐震補強、バックスタンドの手すり改修、フィールド芝の全面張り替えなど。この間はトラックやフィールドを使用する運動会・記録会などの公式行事は開催出来ず、Jリーグ・ロアッソ熊本のホームゲームも2016年シーズンは実施されない（但し部分的に使用制限がかかるものの、練習としてのトラック利用は可能な場合がある）。
また電光掲示板は2013年秋ごろから、老朽化により電光表示が故障しており、現在サッカー・ラグビーの試合においてはパネル板で仮設しているが、上記の老朽箇所の耐震補強などの工事を最優先させる意向 であるため、電光板の改修については現段階ではめどが立っていない状態が続いている。
その後、2016年4月14日・4月16日に二度にわたり震度7を記録する平成28年熊本地震が発生したのに伴い、施設に大きな損壊被害が発生したため、利用休止・制限期間を2017年3月31日まで延長することになった。当初は安全が確認されるまで練習目的での利用もできず、復旧工事の進展によっては利用休止期間の延長、もしくは繰り上げる予定もあるとしていた が、12月3日からトラックの練習目的での使用に限り利用が再開された。
2018年春よりスタンドが使用可能となり、5月20日には3年ぶりにロアッソ熊本の主催試合が開催された。2019年3月1日から7月6日まで、2種公認陸上競技場としての工事のため閉鎖していた。
2019年9月9日から11月11日まで、ラグビーワールドカップ2019の関連で閉鎖され、公認キャンプ地として利用された。
2020年6月、熊本市が実施した調査で、メインスタンドの屋根などに激しい腐食や劣化が見つかったとする調査結果が発表され、「屋根の倒壊の危険性がある」として、当面の間公式大会での使用を中止し、屋根の撤去を含めた検討に入るとした。その後の8月の市の会見で、修理をするとコストがかかるとして撤去するのが望ましいとして、9月定例市議会に提出する補正予算案に解体費用1億2300万円を計上し、事実上屋根を撤去することになったが、新しい屋根を付け替えるかについては今後検討するとしている。

## サッカーにおける開催歴
- 1993年から1995年まで、横浜フリューゲルスの特別活動地域（本拠地に準ずる権限があった）のスタジアムとして使用された。
- 1994年、メインスタンド以外の芝生席を座席に変更したため、収容人員が20,000人から15,000人へ変更された。なお、1994年第1ステージはその改修工事実施中のため、横浜Fの主催試合を開催できなかった。
  - 1994年まではスコア表示をバックスタンド中央部分・聖火台のある付近に仮設の手書きパネル板を設置して行っていた。
  - この間に行われた主催7試合で、横浜Fは全敗する屈辱を味わい、水前寺を鬼門と称したファンもいる。
  - また1995年第1ステージ・横浜F対サンフレッチェ広島の試合では、本来紫色の第1ユニフォームを着用するべきだった広島が誤ってアウェー用の白地の第2ユニを持参し[12]、応援団から第1ユニのレプリカを借り、背番号を白のガムテープで貼り付けて試合に臨んだというハプニングがあった（後にJリーグから制裁金を受ける）。
- 1996年にJリーグへ加盟したアビスパ福岡が当初数年間は準本拠地とした。
- 1998年4月25日、中山雅史（ジュビロ磐田）が、当競技場で開催された福岡戦で、3試合連続のハットトリック（当時の世界タイ記録）を決めた。
- 2001年から2002年まで、日本フットボールリーグに在籍していたNTT西日本熊本フットボールクラブ（2002年からアルエット熊本）がホームスタジアムとして使用した。
- 2002年に名古屋グランパスエイトのキャンプ地となった。
- 2006年までロアッソ熊本はホームゲームの多くを開催していた。
- 2007年以降、ロアッソはKKウィング（現：えがおS）でのホームゲーム開催が大半となったが、当競技場でも不定期にホームゲームを開催している。
- 2009年以降、ロアッソのホーム試合では通常とは逆にメインスタンドから見て右側がホーム側となっている。
- 益城ルネサンス熊本フットボールクラブがホームゲームを開催していた時期もあった。

## 交通
- 鉄道
  - JR豊肥本線・水前寺駅より徒歩10分[1]。
  - 熊本市電水前寺線・国府電停より徒歩15分[1]
- バス
  - 桜町BT26番乗り場より、熊本都市バス(J1系統)で「競輪場前」下車徒歩5分[1]
  - 桜町BT26番乗り場より、熊本都市バス(H3-1)で「グランド前」下車徒歩1分[1]
  - 熊本空港より空港リムジンバスで「熊本県庁前」下車徒歩15分[1]